# فضل قادر چودهری
فضل قادر چودهری (انگلیسی: Fazlul Qadir Chaudhry; ۲۶ مارس ۱۹۱۹ – ۱۷ ژوئیهٔ ۱۹۷۳) سیاست‌مدار اهل پاکستان بود. وی از سال ۱۹۶۳ تا ۱۹۶۵ کفیل ریاست جمهوری پاکستان و همزمان رئیس مجلس ملی پاکستان نیز بوده.